# Чезине (Потенца)
Чезине (итал. Cesine) је насеље у Италији у округу Потенца, региону Базиликата.
Према процени из 2011. у насељу је живело 29 становника. Насеље се налази на надморској висини од 936 м.